# Слемрод, Джоэль
Джоэль Слемрод (англ. Joel Slemrod; род. 14 июля 1951, Ньюарк, шт. Нью-Джерси) — американский экономист, лауреат Шнобелевской премии 2001 г. за «открытие, что люди откладывают собственную смерть для того, чтобы снизить налог на наследство». Бакалавр (1973) Принстонского университета; доктор философии Гарварда (1980). Преподавал в Миннесотском (1979-87) и Мичиганском (с 1987; профессор с 1989) университетах.

## Основные произведения
- «Вопросы жизни и смерти в отношении налога на имущество» (Life and Death Questions About the Estate Tax, 2001, в соавторстве с У. Гэйлом);
- «Оптимальная эластичность налогооблагаемого дохода» (The Optimal Elasticity of Taxable Income, 2002, в соавторстве с В.Копчуком);
- «Моя прекрасная реформа налогообложения» (My Beautiful Tax Reform, 2005).